# O Rapto de Proserpina
O Rapto de Proserpina é uma escultura de Gian Lorenzo Bernini (1598-1680), considerado um dos maiores artistas do século XVII, tendo seu trabalho quase todo centrado na cidade de Roma.
O mito romano do rapto de Proserpina por Plutão é uma lenda que também aparece na cultura grega, onde Plutão se chama Hades e Proserpina é Perséfone, que encantou o obscuro deus com sua beleza, filha da deusa das colheitas Deméter. Ela é então raptada e levada para as profundezas da Terra, deixando sua mãe enfurecida. O rapto fez com que Deméter castigasse o mundo, arrasando com as plantações, entregando o mundo ao caos e à fome. Conta-se que Perséfone não podia comer nada que lhe fosse oferecido ou ela nunca mais voltaria para casa. Enquanto Zeus tentava convencer Hades a liberar a moça, Perséfone comeu algumas sementes de romã, selando o seu destino. Assim, ela se viu obrigada a casar com Hades, o que deixou Deméter ainda mais furiosa. 
Zeus teria então interferido. Perséfone passaria metade do ano com o marido e a outra metade com a mãe. (Há outra versão que diz que ela passava  4 meses com o marido e o resto com a mãe). Dessa maneira, Deméter aceitou e assim os gregos explicavam as épocas do ano. Quando era verão e primavera, sua filha estava ao seu lado. No inverno e no outono, épocas frias, sem colheitas, Perséfone estava com o marido.
A obra encontra-se na Galleria Borghese, em Roma.